# Sylvia Eichner
Sylvia Eichner (* 6. Juni 1957 in Dresden) ist eine ehemalige Schwimmerin, die für die DDR startete. 

## Karriere
Sylvia Eichner vom SC Einheit Dresden belegte bei den DDR-Meisterschaften 1972 über 100 Meter Freistil den dritten Platz hinter Gabriele Wetzko und Andrea Eife. Mit der Dresdner Freistilstaffel gewann sie den DDR-Titel. Bei den Olympischen Spielen 1972 in München schied Eichner über 100 Meter Freistil im Halbfinale aus. Mit der DDR-Freistilstaffel in der Besetzung Andrea Eife, Sylvia Eichner, Elke Sehmisch und Kornelia Ender gewann sie den ersten Vorlauf in der Weltrekordzeit von 3:58,11 min. Im Finale schwamm Gabriele Wetzko für Sylvia Eichner. Obwohl sich die DDR-Staffel im Finale auf 3:55,55 min verbesserte, gewannen Wetzko, Eife, Sehmisch und Ender nur Silber hinter der US-Staffel.
Bei den DDR-Meisterschaften 1973 belegte Eichner über 100 Meter Rücken den dritten Platz und siegte mit der Dresdner Lagenstaffel. Bei den ersten Schwimmweltmeisterschaften 1973 in Belgrad konnten sich die DDR-Schwimmerinnen für die Staffelniederlage von 1972 revanchieren. Die Freistilstaffel der DDR mit Kornelia Ender, Andrea Eife, Andrea Hübner und Sylvia Eichner gewann den Titel in 3:52,45 min vor den US-Schwimmerinnen.